# 中华人民共和国被禁出版物列表
本列表列出的均为现时已被中华人民共和国政府限制在境內销售及查禁的部分出版物的名称，包括报纸、杂志、书籍和影视作品等。事實上，中華人民共和國至今仍不允許私人經營報紙。所有新聞書籍、影視作品等都要事先經過中宣部審查許可。
2022年2月《中国数字时代》报道，有网民发现京东内部存在“禁止收寄书籍清单”。

## 报纸
- 《世界经济导报》
- 《冰点》（2006年）於1月24日停刊整頓，3月1日復刊。
- 《21世纪环球报道》
- 《社会新闻报》[2]

## 期刊
- 《真理的追求》
- 《中流》
- 《新观察》

## 书籍
- 《巨人的背影——为毛泽东辩护及当代中国问题省思》，董玉振著，新加坡南洋出版社，2003年第一版，2018年第二版 （页面存档备份，存于）。
- 《毛泽东时代和后毛泽东时代（1949-2009）：另一种历史书写》钱理群著
- 《毛泽东思想万岁》
- 《話在肉身顯現》，全能神教會出版
- 《历史的先声》[3][4]
- 《国民党抗战殉国将领》出版社：河南人民出版社[5]
- 《革命尚未成功》出版社：湖南人民出版社[5]
- 《国民党理论家戴季陶》出版社：河南人民出版社[5]
- 《国民党——一九三七》出版社：中国人民解放军国防大学出版社[5]
- 《国民政府陪都重庆史》出版社：西南师范大学出版社[5]
- 《赵紫阳软禁中的谈话》
- 《回忆录》 郑超麟著，1945年作，1996年[6]、2004年再版[7]
- 《双山回忆录》 王凡西著，1954年作，2004年再版
- 《我的回忆》 张国焘著，1971年作，1974年初版，1980、1998、2004年再版[8]
- 《反修樓》（1979年） 冬冬著
- 《中国近世宗教伦理与商人精神》（1987年） 余英时著
- 《人民不會忘記──八九民運實錄》（1989年） 香港記者協會
- 《鸿：三代中国女人的故事》 （1992年） 张戎著
- 《紅色紀念碑》 （1993年） 鄭義著
- 《被绑的普罗米修斯：陈独秀传》（1994年）王观泉著[9]
- 《毛泽东私人医生回忆录》 （1994年） 李志绥著
- 《转法轮》 （1994年） 李洪志著
- 《西藏政治史》 （1996年） 夏格巴著
- 《史事与回忆：郑超麟晚年文选（1-3卷）》（1998年）郑超麟著
- 《晚清七十年》 （1998年） 唐德刚著
- 《谁是新中国：中國現代史辨》 （1999年） 辛灏年著
- 《上海宝贝》（1999年），卫慧著
- 《中国底层访谈录》 （2000年） 廖亦武著
- 《王力反思录》 （2001年） 王力著
- 《往事并不如烟》 （2001年） 章诒和著
- 《中国“六四”真相》 （2001年） 张良著
- 《中国即将崩溃》 （2002年） [美] 章家敦著
- 《晚年周恩来》 （2003年） 高文谦著
- 《胡锦涛传》 （2003年） 文思咏、任知初著
- 《一个人的圣经》 （2003年） 高行健著
- 《中国农民调查》（2004年）陳桂棣、吳春桃著
- 《郑超麟回忆录（下）》（2004年）郑超麟著[10]
- 《九評共產黨》 （2004年） 《大紀元時報》
- 《毛泽东：鲜为人知的故事》 （2005年） 张戎著
- 《丁庄梦》（2005年），阎连科著
- 《六四诗集》（2006年）蒋品超主编，出版社：博大出版社
- 《沧桑》（2006年）晓剑著[11]
- 《伶人往事》（2006年）章诒和著
- 《我反对：一个人大代表的参政传奇》（2006年）朱凌著
- 《唐山警世录：七‧二八大地震漏报始末》（2006年）张庆洲著
- 《西藏记忆》 （2006年） 唯色著
- 《来生不做中国人》 （2007年） 鍾祖康著
- 《真实的朝鲜》（2008年）叶永烈著，因涉及朝鲜政治社会体制遭朝鲜外交人员反对而被禁。
- 《走出毛泽东的阴影（英语：Out of Mao's Shadow）》 （2008年） [美] 潘公凯著
- 《大江大海一九四九》 （2009年） 龙应台著
- 《改革历程》 （2009年） 赵紫阳著
- 《李鵬六四日记》 （2010年） 李鹏著
- 《中国影帝温家宝》 （2010年） 余杰著
- 《不二》（2011年） 馮唐著
- 《沈冰自述——我和周永康的故事》（2014年），沈冰著（真实作者存在争议）
- 《建丰二年》（2015年），陳冠中著
- 《戚本禹回忆录》，戚本禹著，中国文革历史出版社，2016年。
- 《永久檔案》（2019年）[12]
- 《香港獨立》（2019年），余杰著
- 《香港，鬱躁的家邦》(2019年) ，徐承恩著
- 《思索家邦》（2019年），徐承恩著[13]
- 《崇祯：勤政的亡国君》（2023年），陈梧桐著，文汇出版社[14][15]

### 小说
- 《为人民服务》 （2005年） 阎连科著
- 《如焉@sars.come》（2006年）胡发云著
- 《在异世界开拓第二人生》（『二度目の人生を異世界で』） （2014年） 著
- 《World War Z》（中国大陆习惯同电影一样译为《僵尸世界大战》，现其在豆瓣读书上页面已被删除）

### 漫画
- 《死亡笔记》[16]

## 曾经被封禁的出版物

### 译作
- 《从苏联归来》(1936）安德烈·纪德著[17]
- 《为我的＜从苏联归来＞答客难》(1936）安德烈·纪德著
- 《震撼世界的十天》(1919）约翰·里德著[18]

## 未经管理审批的出版物
- 《民间》
- 《社会新闻报》[19]

## 被禁入境的境外刊物
- 《香港蘋果日報》
- 《壹周刊》
- 《開放杂志》
- 《大紀元時報》
- 《维权诗集》蒋品超主编